# Spenderkarton

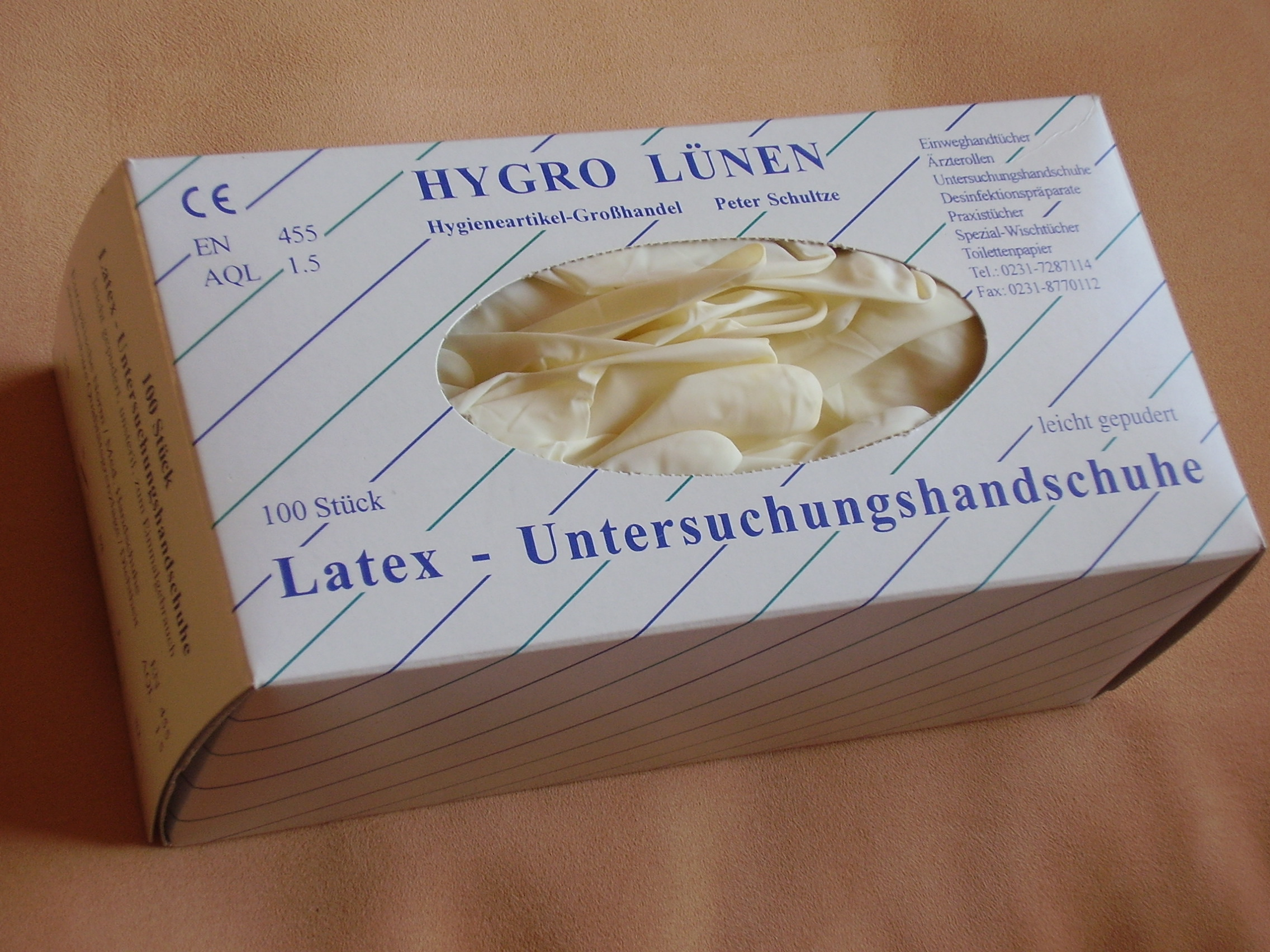
Spenderkarton mit Einmalhandschuhen

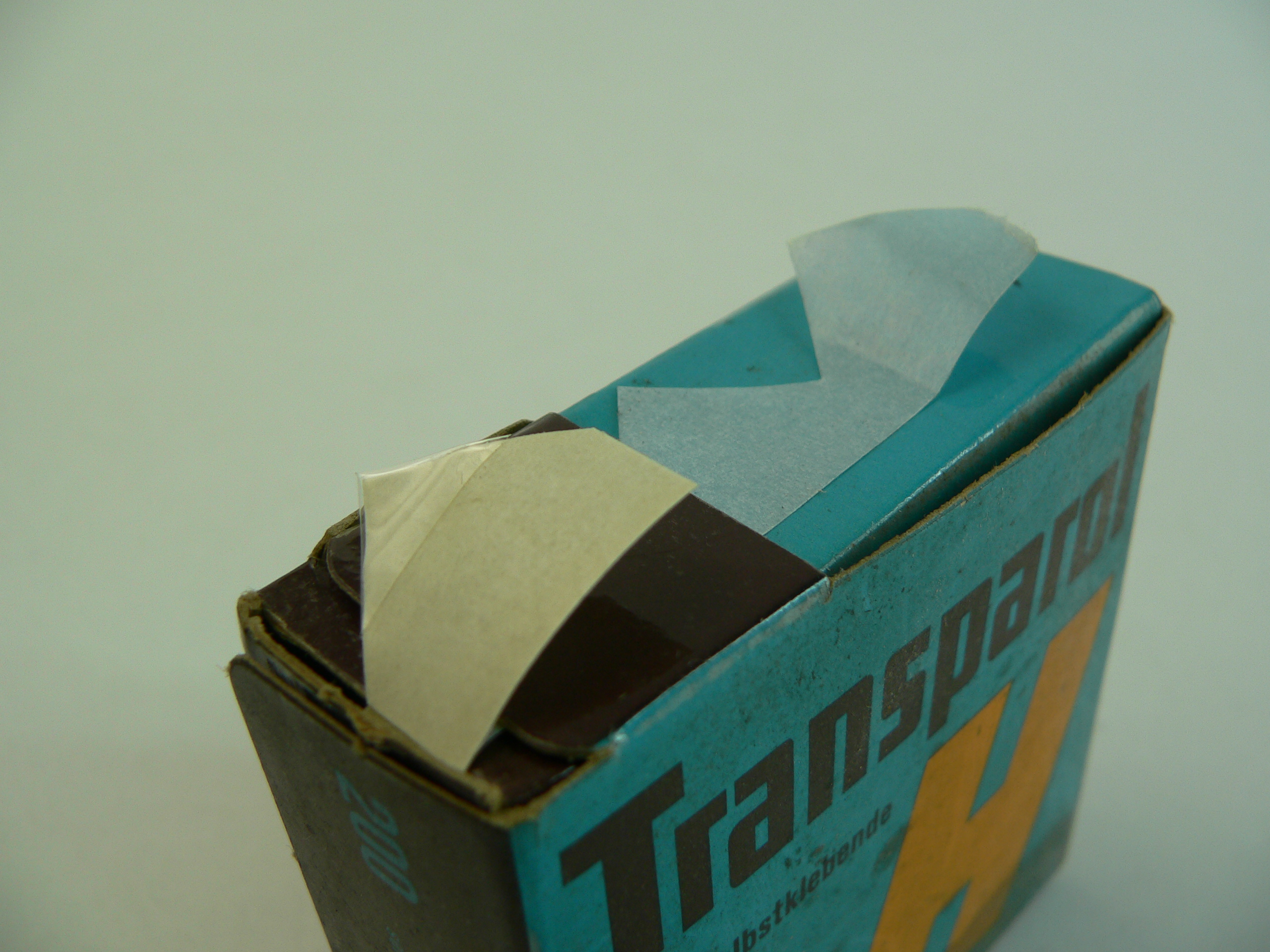
Spenderkarton mit Fotoecken

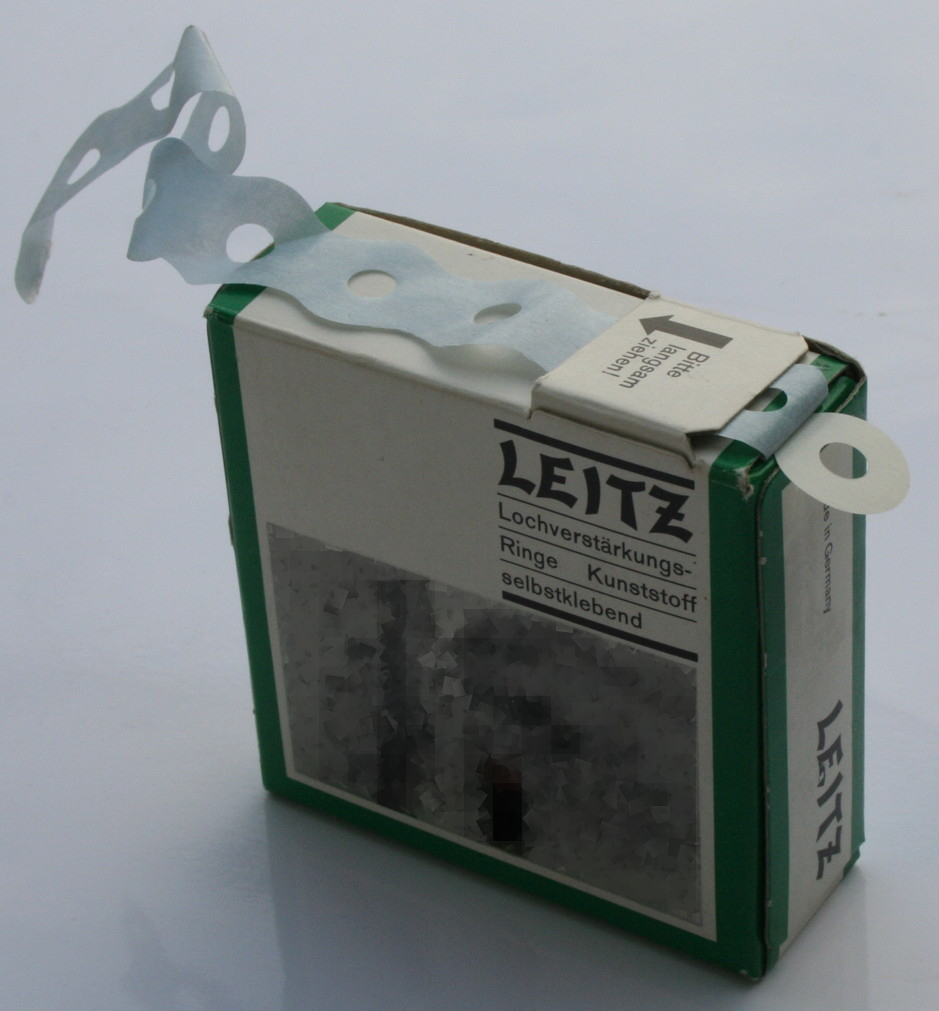
Lochverstärkungsringe im Spender

Als Spenderkartons lassen sich drei Bauformen von Kartonverpackungen (ohne gebräuchliche Eigennamen) mit über die eigentliche Verpackung hinausgehenden Funktionen bezeichnen.
Der einfachste Spenderkarton ist durch Perforation oder Ähnliches dazu vorbereitet, säuberlich geöffnet zu werden und, meist mit einem verbleibenden Unterteil, die darin befindlichen Waren bis zum Verbrauch oder Verkauf aufzubewahren. Zur Abgrenzung der weiteren Bauformen des Spenderkartons sind diesen Waren lose und könnten ohne große Nachteile auch in andere Behälter umgefüllt werden. Typische Vertreter dieser Bauform sind die Spenderkartons mit medizinischen Einmalhandschuhen.
Ähnlich dazu, wenn oftmals auch mit deutlich größeren Öffnungen, sind Verkaufsverpackungen wie z. B. für Süßwaren (Schokoriegel, Kaugummi usw.) oder auch Kleinteile wie Kurz- und Eisenwaren und ähnliches zu sehen. Manche dieser Verpackungen verfügen über ein Federsystem, die die verbleibenden Artikel nachschieben, bei den meisten sind allerdings die Waren weitgehend frei zu entnehmen oder lassen verbleibende Artikel durch schräge oder vertikale Aufstellung nachrutschen.
Eine speziellere Version von Spenderkartons schützen und führen im weitesten Sinne Wickelgüter. Aufgerollte Pack- und Geschenkbänder, Kunststoffseile, Briefmarkenrollen, aufgerollte dünne Kabel und Ähnliches würden bei loser Verwendung schnell ungewollt abrollen und langfristig unbrauchbar werden. Solche Wickelgüter werden zweckmäßig in einem maßhaltigen Karton aufbewahrt. Das Band wird bei Bedarf aus einem Loch oder Schlitz im Karton herausgezogen. Oftmals ist der Karton so konstruiert, dass der Bandwickel reibungsarm in der Mitte gehalten wird, manche verfügen über praktische Abreißhilfe oder sogar kleine Klingen zum Abtrennen der Bänder oder Kabel.
Zu dieser Form der Spenderkartons gehören auch die Kosmetiktücherkartons, da sich der Stapel der verzahnt ineinander gelegten Kosmetiktücher fast wie ein Leporellopapier verhält, durch die Reibung wird bei der Entnahme eines Papiers bereits das nächste etwas aus der Öffnung gezogen. Zum Ende des Stapels hin wird die Verzahnung meist einmalig unterbrochen, um dem Anwender auf den bevorstehenden Verbrauch der Packung hinzuweisen, ähnlich der roten Farbmarkierung an Bonrollen u. ä.
Manche Spenderkartons schützen und führen nicht nur die Waren, sondern bereiten sie auch auf den Verbrauch vor. Typische Vertreter dieser Bauform sind die Spenderkartons für selbstklebende Fotoecken und Lochverstärkungsringe. Die selbstklebenden Aufkleber werden auf einem Streifen Wachspapier gefertigt. Der Streifen wird unter einer Verschlussklappe aus dem Karton herausgezogen und sofort um eine Kartonkante herumgeführt. Da jeder Aufkleber eine geringe Anhaftung am Wachspapier hat und auch vergleichsweise steif ist, folgt er dem Wachspapier einen großen Teil seiner eigenen Länge nicht um die Kartonkante. Der vom Spenderkarton abstehende Aufkleber kann leicht abgenommen oder sogar ohne Gefahr einer Verschmutzung der Klebefläche direkt platziert werden.